# Uwe Lühr
Uwe-Bernd Lühr (* 17. März 1949 in Halle (Saale)) ist ein deutscher Ökonom und Politiker (LDPD, FDP).
Nach dem Besuch der Goethe-Oberschule (1956–1963) und der Erweiterten Oberschule Adolf Reichwein (1963–1967) studierte Lühr von 1967 bis 1971 Wirtschaftswissenschaften an der Martin-Luther-Universität in Halle. Nach seinem Diplom in Volkswirtschaft wurde er 1971 zunächst EDV-Organisator und 1975 Gruppenleiter beim Starkstromanlagenbau Halle. 
Von 1984 bis 1990 war Lühr in der LDPD als Abteilungsleiter für Wirtschaftsfragen im Bezirksvorstand Halle tätig. Zwischen Juni und Dezember 1990 war er Innendezernent und 1. Bürgermeister der Stadt Halle. Von 1990 bis 1998 gehörte Lühr dem Deutschen Bundestag an, darunter 1991 und von 1993 bis 1995 als parlamentarischer Geschäftsführer der FDP-Fraktion. Von 1991 bis 1993 war er außerdem FDP-Generalsekretär und von 1995 bis 1998 stellvertretender Vorsitzender der FDP-Bundestagsfraktion. Lühr hat bei der Bundestagswahl 1990 im Wahlkreis Halle-Altstadt als bislang letzter FDP-Abgeordneter ein Direktmandat bei einer Bundestagswahl gewonnen.
Ab 1997 war Lühr Mitglied im Verwaltungsrat der Deutschen Ausgleichsbank, seit 1998 Vorstandsmitglied der Bundesstiftung zur Aufarbeitung der SED-Diktatur und Präsident des Kreisverbandes Halle-Saalkreis-Mansfelder Land des Deutschen Roten Kreuzes. Im November 1997 wurde ihm außerdem das Bundesverdienstkreuz am Bande verliehen.
Nach seinem Ausscheiden aus dem Bundestag war er bei der Leipziger Messe GmbH tätig. Ab 2001 war er Gesellschafter und Geschäftsführer des von ihm gegründeten Reisebüros Lühr & Riemer GmbH.
Von 2003 bis 2013 war er Leiter des Regionalbüros Halle der Friedrich-Naumann-Stiftung für die Freiheit und damit verantwortlich für die liberale Bildungsarbeit in Sachsen-Anhalt und im Freistaat Thüringen.